# Katyna Ranieri
Caterina Ranieri (Follonica, 31 de agosto de 1925-Roma, 3 de septiembre de 2018), conocida profesionalmente como Katyna Ranieri, fue una actriz y cantante italiana.

## Carrera
Tuvo su primer éxito en 1954 en el Festival de la Canción de San Remo con la canción «Una canzone da due soldi».
Ranieri disfrutó de un gran éxito cantando «Ti guarderò nel cuore», la versión vocal italiana del tema principal de la película Mondo Cane de 1962 y la posterior versión vocal inglesa conocida como «More». Interpretó esta canción en los 36.ª edición de los Premios Óscar en 1964, convirtiéndose en la primera, y hasta ahora única, cantante italiana en actuar en los Premios Óscar.
Como actriz, trabajó con Nino Rota y Federico Fellini. Cantó la canción principal «Strange World» para la película Banditi a Milano de 1968. Su canción «Oh My Love» (originalmente incluida en la banda sonora de la película Addio Zio Tom) apareció en la banda sonora de la película Drive de 2011.

## Vida personal
En 1956, Ranieri se casó con el compositor de cine italiano Riz Ortolani (compositor de «More»). Murió en Roma el 3 de septiembre de 2018.

## Filmografía seleccionada
- Fermi tutti... arrivo io! (1953)
- Capitan Fantasma (1953)
- Viva la rivista! (1953)
- Lacrime d'amore (1954)
- Processo all'amore (1955)
- Dramma nel porto (1955)
- San Remo canta (1956)
- Música de siempre (1958)
- Con rispetto parlando (1965)